# Boris Porena
Boris Porena (* 27. September 1927 in Rom; † 3. Mai 2022 in Cantalupo in Sabina) war ein italienischer Komponist und Kulturphilosoph.

## Leben
Porena studierte an der Accademia Nazionale di Santa Cecilia Klavier bei Rodolfo Caporali und Komposition bei Goffredo Petrassi. Ab 1949 komponierte er u. a. Orchesterwerke, Instrumentalkonzerte, Kammermusik und Vokalmusik nach Texten von Bertolt Brecht, Clemens Brentano, Hugo von Hofmannsthal, Johann Wolfgang von Goethe, Novalis, Georg Trakl, Giuseppe Ungaretti, Sandro Penna, Antonia Pozzi und anderen. Nach Texten von Paul Celan entstanden 1958 Vier kanonische Lieder, 1964 die Nelly-Sachs-Kantate für Sopran, Chor, Klarinette, Mandoline und sechs Violinen. Seine Passio Judaica „Über aller dieser deiner Trauer“ (für Sopran, Bass und gemischten Chor, 1965) komponierte er nach Texten von Celan und Nelly Sachs. Politische Texte von Mao Zedong vertonte er 1972 in der Maocantata. 
In den folgenden Jahren verfolgte Porena vorrangig seine musikphilosophischen und -pädagogischen Interessen. Nach den Inquisizioni musicali (1974) erschien 1975 als eine seiner grundlegenden Schriften Musica e società. Inquisizioni musicali II. Daneben widmete er sich der Ausarbeitung innovativer Projekte und Experimente für den Musikunterricht, die 1974 zur Gründung des Centro di ricerca e sperimentazione Musica in Sabina führten. Als weitere Schriften entstanden u. a. Musica e cultura di base (1979), Il lago delle storie (1984) und La musica. Produzione, distribuzione, consumo (1988).
Erst in den 1990er Jahren kehrte Porena mit Werken wie der Kantate La Parola (für gemischten Chor, Solisten und elektronisches Keyboard, 1994) und neuen Liedern nach Texten von Nelly Sachs (2003) wieder zur Komposition zurück. Zudem machte er sich mit einer bedeutenden Käfersammlung als Entomologe einen Namen und setzte sich in seinen späten Jahren für den Umweltschutz ein.